# Tipula (Bellardina) flinti
Tipula (Bellardina) flinti is een tweevleugelige uit de familie langpootmuggen (Tipulidae). De soort komt voor in het Neotropisch gebied.